# Рябцев, Валерий Петрович
Вале́рий Петро́вич Ря́бцев (род. 21 октября 1937) — российский учёный-правовед, специалист в области судоустройства, прокурорского надзора, правоохранительных органов и адвокатуры. Доктор юридических наук, профессор. Заслуженный юрист Российской Федерации. Почетный работник прокуратуры Российской Федерации.
В течение длительного времени являлся членом Научного Совета при Совете Безопасности Российской Федерации, входил в состав Научно-методического и Научно-консультативного Советов Прокуратуры СССР и Генеральной прокуратуры Российской Федерации. С 2007 по 2009 годы являлся директором НИИ Академии Генеральной прокуратуры Российской Федерации, .

## Биография
В 1955—1960 гг. обучение в Иркутском государственном университете.
В 1960—1969 гг. — следователь, старший следователь по особо важным делам, и. о. прокурора района, прокурор следственного отдела Читинской областной прокуратуры, старший преподаватель Читинского юридического факультета Иркутского государственного университета.
В 1969—1972 гг. — очный аспирант Всесоюзного института по изучению причин и разработке мер предупреждения преступности.
В 1972—1975 гг. — старший преподаватель, заместитель директора Высших курсов — Института повышения квалификации руководящих кадров Прокуратуры СССР по учебной работе.
В 1975—2007 гг. — старший, ведущий научный сотрудник, заведующий отделом НИИ Академии Генеральной прокуратуры Российской Федерации.
В 1977—1978 гг. был командирован для работы советником Государственного прокурора Монголии; в 1982 г. — советником Генерального прокурора Вьетнама, в 1985—1988 гг. — советником Генерального прокурора Кубы.
В 2007—2009 гг. — директор НИИ Академии Генеральной прокуратуры Российской Федерации.
В 2010—2014 гг. — главный научный сотрудник отдела проблем организации прокурорской деятельности НИИ Университета прокуратуры Российской Федерации.
В 2014 г. ушёл в отставку в возрасте 77 лет.

## Научная сфера
Научная проблематика: прокурорский надзор, судоустройство, правоохранительные органы, криминалистика, криминология, уголовный процесс, вопросы национальной безопасности.
Участвовал в работе над проектами законов: о прокуратуре СССР (1979 г.), о прокуратуре Российской Федерации (1995 г.), о государственной службе и др., а также законов ряда зарубежных стран. Один из авторов трех редакций Концепции развития Прокуратуры Российской Федерации, модельного закона о прокуратуре для стран СНГ.
Неоднократно командировался для работы советником Генеральных прокуроров Монголии, Вьетнама, Кубы.
«В. П. Рябцев — человек творческий, инициативный, глубоко мыслящий…, пользуется заслуженным авторитетом и признанием в кругах юридической общественности, научных учреждениях, учебных заведениях России и зарубежья…, занимает достойное место в ряду ведущих учёных страны по проблемам прокурорской деятельности, криминалистики, уголовного процесса, теории законности, национальной безопасности…, высококвалифицированный учёный, организатор научных исследований. Новизна, фундаментальность, многогранность и максимальная объективность его работ, содержащиеся в них научно-обоснованные выводы и рекомендации способствуют укреплению авторитета отечественной юридической науки в целом и прокурорского надзора в частности. Этим же целям подчинена его деятельность по воспитанию молодого поколения ученых-юристов — будущих хранителей юридического наследия России. Под научным руководством В. П. Рябцева подготовлены и успешно защищены более 20 диссертаций докторов и кандидатов юридических наук. По его учебникам постигают основы будущей профессии студенты всех юридических вузов России.
В соответствии с Указом Президента Российской Федерации в течение семи лет являлся членом Научного Совета при Совете Безопасности Российской Федерации. В течение длительного времени входил в состав Научно-методического и Научно- консультативного Советов Прокуратуры СССР и Генеральной прокуратуры Российской Федерации.
Как авторитетный специалист в области теории прокурорского надзора регулярно выступает с лекциями и докладами перед работниками прокуратуры Российской Федерации, иными правоохранительными, а также другими государственными органами, общественностью, активный участник международных, всероссийских конференций, симпозиумов, научных семинаров. С 2004 г. является членом Российской академии юридических наук…, неоднократно выступал в Конституционном Суде РФ от Генеральной прокуратуры РФ, по поручению Генерального прокурора РФ докладывал Модельный закон о прокуратуре в Межпарламентской ассамблее государств-участников СНГ…, он, автор более 240 научных работ…, его перу принадлежат многочисленные пособия для прокуроров и следователей, комментарии закона о прокуратуре РФ, УПК РФ, других законов, иные публикации, он один из разработчиков закона о прокуратуре СССР (1979 г.), действующего Федерального закона о прокуратуре, концепции реформирования государственной службы и действующих законов о государственной службе. В составе рабочей группы в соответствии с распоряжением Генерального прокурора РФ принял участие в разработке проектов новых законов „О прокуратуре Российской Федерации“ и „О статусе прокуроров Российской Федерации“ (2011—2012 гг.). В. П. Рябцев неоднократно выступал в Конституционном Суде РФ от Генеральной прокуратуры РФ, по поручению Генерального прокурора РФ докладывал Модельный закон о прокуратуре в Межпарламентской ассамблее государств-участников СНГ»

## Основные труды
Автор более 240 трудов, среди которых:
- Проверка работы районной (городской) прокуратуры по борьбе с преступностью. — М., 1975
- Прокурорский надзор за следствием и дознанием в органах внутренних дел. — М., 1977
- Проблемы эффективности прокурорского надзора: монография. — М., 1977
- Прокуратура Российской Федерации. Концепция развития на переходный период. — М., 1994
- Концепция подбора, расстановки, закрепления и воспитания кадров органов прокуратуры (кадровая политика). — М., 1995
- Закон о прокуратуре Российской Федерации. Научно-практический комментарий. — М., 1996
- Сборник ведомственных нормативных актов. — М., 1996
- Прокурорский надзор в Российской Федерации. — М.: Юристъ, 1999
- Прокурорский надзор: учебник. — М.: 2000, пять переизданий
- Настольная книга прокурора. — М., 2001, пять переизданий
- Российский прокурорский надзор. — М.: Норма, 2001, 2003
- Правоохранительные органы Российской Федерации: учебник. — 2002
- Комментарий к Уголовно-процессуальному кодексу. — М.: Норма, 2002
- Курс лекций по прокурорскому надзору. — М., 2006
- Модельный закон о прокуратуре для стран СНГ (16.11.2006)
- Законность в российской Федерации: монография. — М., 2008
- Прокуратура в системе национальной безопасности России: монография. — М., 2012
- Кодекс этики прокурорского работника
- Концепция безопасности органов прокуратуры
- Национальная безопасность. — М.,Юнити-Дана, 2012

На протяжении многих лет являлся ответственным научным редактором, соавтором разделов ежегодных информационно-аналитических записок о состоянии законности и правопорядка в Российской Федерации и работе органов прокуратуры.

## Награды
Государственные награды:
- Орден Почета
- Медаль ордена «За заслуги перед Отечеством» II степени (2003)
- Медаль «Ветеран труда»
- Медаль «Маршал Советского Союза Жуков»

Государственные награды зарубежных стран:
- Медаль Республики Монголия «Найрамдал»
- Медаль Республики Вьетнам «Дружба»

Ведомственные награды:
- Нагрудный знак «Почётный работник прокуратуры Российской Федерации» (1991)
- Нагрудной знак «За безупречную службу»[3]
- Медаль «Ветеран прокуратуры»
- Медаль «290 лет прокуратуре России»
- юбилейная медаль «300 лет прокуратуре России»
- Знак отличия «За верность закону» I степени
- «Медаль Руденко»
- Почетные грамоты Совета Безопасности России (16.05.2012, 24.12.2012)
- Юбилейный знак "Академии Федеральной службы безопасности Российской Федерации «90 лет» (13.11.2011)